# Розен, Макс
Макс Розен (англ. Max Rosen, настоящая фамилия Розенцвейг, нем. Rosenzweig; 11 апреля 1900, Дорохой, Румыния — 17 декабря 1956) — американский скрипач еврейского происхождения.
Сын парикмахера, эмигрировавшего из Румынии в США, когда Максу было 8 месяцев. Макс получил первые уроки музыки от своего отца, любителя музыки, затем учился у Дэвида Маннеса, Бернарда Синсхеймера и Алоиса Трнки. К этому периоду относится многократно описанное знакомство 10-летнего Розена с 12-летним Джорджем Гершвином, который услышал с улицы игру Розена в школьном классе, был потрясён и отправился знакомиться с исполнителем; как утверждается, эта встреча стала решающей для желания Гершвина посвятить себя музыке.
Благодаря нескольким меценатам, в том числе основателю Квартета Флонзале Эдуару де Коппе, в 1912 году вместе с отцом отправился учиться в Германию, окончил Берлинскую консерваторию (1915) по классу Вилли Хесса, занимался также у Леопольда Ауэра. Дебютировал как солист в 1915 г. в Дрездене, концертировал в Германии и скандинавских странах.
В конце 1917 года вернулся в США, впервые выступив 12 января 1918 года в Карнеги-холле (скрипичный концерт Карла Гольдмарка с Нью-Йоркским филармоническим оркестром под управлением Йозефа Странского и ряд сольных пьес). На рубеже десятилетий широко гастролировал по стране, затем в 1923—1927 годах работал в Европе. По возвращении в США в конце 1920-х годов осуществил ряд аудиозаписей.
В 1928—1930 годах был женат на оперной певице Нанетте Гилфорд.
Умер от инсульта.